# Signy Aarna
Signy Aarna (ur. 4 października 1990 w Akste) – estońska piłkarka. Zazwyczaj gra jako napastniczka lub pomocniczka w fińskim klubie Åland United oraz reprezentacji Estonii. W przeszłości reprezentowała także barwy innego fińskiego klubu, Kuopio Pallokissat, oraz estońskiego Põlva FC Lootos, grającego w Naiste Meistriliidze.

## Kariera klubowa
Urodziła się we wsi Akste w prowincji Põlvamaa, w gminie Ahja. W 2003 roku rozpoczęła treningi w młodzieżowej drużynie FC Lootos, będąc początkowo bramkarką. Z czasem otrzymała powołanie do estońskiej reprezentacji młodzieżowej, gdzie zmieniono jej dotychczasową pozycję na boisku z bramkarki na napastniczkę. W 2005, 2007 i 2008 roku zdobywała  tytuły młodzieżowego mistrza Estonii w różnych grupach wiekowych.

### FC Lootos
W 2008 roku przebiła się do pierwszej drużyny FC Lootos. Klub ten występował wówczas w Esiliidze (drugi poziom kobiecych rozgrywek piłkarskich w Estonii). FC Lootos wygrał ligę i wywalczył awans, a Aarna była jego najlepszą strzelczynią z dorobkiem 48 bramek w 17 występach ligowych (łącznie zagrała w 29 spotkaniach tego sezonu, strzelając 80 goli). Od 2009 roku wraz z koleżankami z zespołu występowała na najwyższym szczeblu rozgrywkowym w kraju. Pozostaje najbardziej utytułowaną zawodniczką klubu (łącznie 166 goli w 121 spotkaniach ligowych, pucharze krajowym i rozgrywkach europejskich).

### Pallokissat
Pomimo ofert z innych klubów Meistriliigi, Aarna zdecydowała się pozostać w swoim macierzystym klubie. Po zakończeniu sezonu 2013 Aarna podpisała swój pierwszy profesjonalny kontrakt z klubem z fińskiej Naisten Liigi, Pallokissatem. W swoim debiutanckim sezonie Aarna strzeliła 13 goli w 22 meczach i pomogła drużynie zająć trzecie miejsce w rozgrywkach. Rok 2015 okazał się kolejnym owocnym sezonem dla Aarny, która tym razem strzeliła 17 bramek w 23 występach Naisten Liidze.

### Åland United
W 2017 roku Aarna dołączyła do zespołu Åland United. W 2020 zdobyła z nim mistrzostwo, oraz puchar krajowy. 

## Kariera reprezentacyjna
Aarna zadebiutowała w reprezentacji Estonii 2 listopada 2007 w wygranym 3:2 meczu z Łotwą. Została zmieniona w 63 minucie tego meczu przez Katrin Kaarnę. Wcześniej grała w drużynach U-16, U-17 i U-19 tego kraju.
Niektóre bramki zdobyte w oficjalnych rozgrywkach
| Turniej                                       | Etap       | Data             | Miasto  | Przeciwnik | Gole | Wynik | Ogółem |
| --------------------------------------------- | ---------- | ---------------- | ------- | ---------- | ---- | ----- | ------ |
| Mistrzostwa Świata w Piłce Nożnej Kobiet 2011 | Eliminacje | 27 marca 2010    | Vrbovec | Chorwacja  | 2    | 3–0   | 2      |
| Mistrzostwa Europy w Piłce Nożnej Kobiet 2013 | Eliminacje | 18 września 2011 | Tallinn | Ukraina    | 1    | 1–4   | 2      |
| Mistrzostwa Europy w Piłce Nożnej Kobiet 2013 | Eliminacje | 16 czerwca 2012  | Otepää  | Białoruś   | 1    | 2–4   | 2      |
| Mistrzostwa Świata w Piłce Nożnej Kobiet 2015 | Eliminacje | 20 sierpnia 2014 | Tallinn | Czechy     | 1    | 1–4   | 1      |
| Mistrzostwa Świata w Piłce Nożnej Kobiet 2019 | Eliminacje | 8 kwietnia 2017  | Tbilisi | Gruzja     | 1    | 2–1   | 1      |

Pełna lista meczów i bramek
| Nr | Data                 | Miejsce rozegrania meczu                | Przeciwnik           | Wynik | Gole |
| -- | -------------------- | --------------------------------------- | -------------------- | ----- | ---- |
| 1  | 2 listopada 2007     | Stadion Miejski w Szawlach, Szawle      | Łotwa                | 3–2   | 0    |
| 2  | 7 listopada 2007     | Stadion Miejski w Szawlach, Szawle      | Litwa                | 2–2   | 0    |
| 3  | 24 kwietnia 2009     | Lootospark, Põlva                       | Łotwa                | 5–0   | 1    |
| 4  | 26 kwietnia 2009     | Lootospark, Põlva                       | Litwa                | 1–0   | 0    |
| 5  | 12 maja 2009         | Erywań, Armenia                         | Armenia              | 3–0   | 1    |
| 6  | 14 maja 2009         | Erywań, Armenia                         | Kazachstan           | 2–1   | 0    |
| 7  | 17 września 2009     | Laugardalsvöllur, Reykjavík             | Islandia             | 0–12  | 0    |
| 8  | 28 października 2009 | Hawr                                    | Francja              | 0–12  | 0    |
| 9  | 27 marca 2010        | Vrbovec                                 | Chorwacja            | 3–0   | 2    |
| 10 | 31 marca 2010        | Banatski Dvor                           | Serbia               | 0–4   | 0    |
| 11 | 15 maja 2010         | Stadion Miejski w Szawlach, Szawle      | Łotwa                | 7–1   | 4    |
| 12 | 16 maja 2010         | Stadion Miejski w Szawlach, Szawle      | Litwa                | 3–1   | 1    |
| 13 | 5 czerwca 2010       | Tallinn                                 | Irlandia Północna    | 2–1   | 0    |
| 14 | 19 czerwca 2010      | Rakvere                                 | Serbia               | 1–0   | 0    |
| 15 | 23 czerwca 2010      | Tallinn                                 | Francja              | 0–6   | 0    |
| 16 | 24 lipca 2010        | The Showgrounds, Coleraine              | Irlandia Północna    | 0–3   | 0    |
| 17 | 22 sierpnia 2010     | A. Le Coq Arena, Tallinn                | Chorwacja            | 1–1   | 0    |
| 18 | 13 lutego 2011       | Ryga                                    | Łotwa                | 5–0   | 2    |
| 19 | 13 maja 2011         | Staicele                                | Łotwa                | 0–2   | 0    |
| 20 | 14 maja 2011         | Staicele                                | Litwa                | 3–0   | 0    |
| 21 | 25 sierpnia 2011     | Mołodeczno                              | Białoruś             | 1–2   | 0    |
| 22 | 18 września 2011     | A. Le Coq Arena, Tallinn                | Ukraina              | 1–4   | 1    |
| 23 | 22 października 2011 | Vantaa                                  | Finlandia            | 0–6   | 0    |
| 24 | 25 października 2011 | Senec                                   | Słowacja             | 1–3   | 0    |
| 25 | 5 kwietnia 2012      | Sewastopol                              | Ukraina              | 0–5   | 0    |
| 26 | 8 czerwca 2012       | Tartu                                   | Litwa                | 3–0   | 1    |
| 27 | 10 czerwca 2012      | Tartu                                   | Łotwa                | 6–0   | 0    |
| 28 | 16 czerwca 2012      | Otepää                                  | Białoruś             | 2–4   | 1    |
| 29 | 25 sierpnia 2012     | Haapsalu staadion, Haapsalu             | Słowacja             | 0–2   | 0    |
| 30 | 15 września 2012     | A. Le Coq Arena, Tallinn                | Finlandia            | 0–5   | 0    |
| 31 | 9 listopada 2012     | Malta                                   | Malta                | 0–2   | 0    |
| 32 | 11 listopada 2012    | Malta                                   | Malta                | 0–2   | 0    |
| 33 | 20 marca 2013        | Mertzig                                 | Luksemburg           | 1–1   | 0    |
| 34 | 30 marca 2013        | Ryga                                    | Łotwa                | 5–3   | 1    |
| 35 | 24 sierpnia 2013     | Stadion LFF, Wilno                      | Łotwa                | 0–0   | 0    |
| 36 | 25 sierpnia 2013     | Stadion LFF, Wilno                      | Litwa                | 4–0   | 1    |
| 37 | 10 września 2013     | Haapsalu staadion, Haapsalu             | Walia                | 2–3   | 2    |
| 38 | 20 września 2013     | A. Le Coq Arena, Tallinn                | Włochy               | 1–5   | 0    |
| 39 | 27 października 2013 | Madryt                                  | Hiszpania            | 0–6   | 0    |
| 40 | 30 października 2013 | Strumica                                | Macedonia Północna   | 2–0   | 0    |
| 41 | 1 marca 2014         | Tallinn                                 | Łotwa                | 8–2   | 3    |
| 42 | 3 marca 2014         | Belfast                                 | Irlandia Północna    | 0–1   | 0    |
| 43 | 5 marca 2014         | Bangor Fuels Arena, Bangor              | Irlandia Północna    | 0–1   | 0    |
| 44 | 26 marca 2014        | Opawa                                   | Czechy               | 0–6   | 0    |
| 45 | 8 maja 2014          | Tallinn                                 | Hiszpania            | 0–5   | 0    |
| 46 | 15 czerwca 2014      | Haapsalu staadion, Haapsalu             | Macedonia Północna   | 1–1   | 0    |
| 47 | 19 czerwca 2014      | Haapsalu staadion, Haapsalu             | Rumunia              | 0–2   | 0    |
| 48 | 16 lipca 2014        | Pruszków                                | Polska               | 1–5   | 1    |
| 49 | 20 sierpnia 2014     | A. Le Coq Arena, Tallinn                | Czechy               | 1–4   | 1    |
| 50 | 13 września 2014     | Vercelli                                | Włochy               | 0–4   | 0    |
| 51 | 20 maja 2015         | Sparta Stadion Het Kasteel, Rotterdam   | Holandia             | 0–7   | 0    |
| 52 | 17 września 2015     | Stadion Tamme, Tartu                    | Serbia               | 0–1   | 0    |
| 53 | 21 września 2015     | A. Le Coq Arena, Tallinn                | Anglia               | 0–8   | 0    |
| 54 | 13 października 2015 | A. Le Coq Arena, Tallinn                | Malta                | 1–1   | 1    |
| 55 | 15 października 2015 | A. Le Coq Arena, Tallinn                | Malta                | 0–3   | 0    |
| 56 | 23 października 2015 | Bilino Polje, Zenica                    | Bośnia i Hercegowina | 0–4   | 0    |
| 57 | 27 października 2015 | Bilino Polje, Zenica                    | Serbia               | 0–3   | 0    |
| 58 | 11 marca 2016        | Pareklisia                              | Cypr                 | 0–1   | 0    |
| 59 | 13 marca 2016        | Pareklisia                              | Malta                | 0–2   | 0    |
| 60 | 15 marca 2016        | Pareklisia                              | Izrael               | 0–2   | 0    |
| 61 | 16 marca 2016        | Limassol                                | Litwa                | 3–0   | 1    |
| 62 | 12 kwietnia 2016     | Stadion Den Dreef, Leuven               | Belgia               | 0–6   | 0    |
| 63 | 3 czerwca 2016       | Stadion Tamme, Tartu                    | Belgia               | 0–5   | 0    |
| 64 | 6 czerwca 2016       | Stadion Tamme, Tartu                    | Bośnia i Hercegowina | 0–1   | 0    |
| 65 | 15 września 2016     | Meadow Lane, Nottingham                 | Anglia               | 0–5   | 0    |
| 66 | 6 kwietnia 2017      | Stadion im. Micheila Meschiego, Tbilisi | Łotwa                | 0–4   | 0    |
| 67 | 8 kwietnia 2017      | Stadion im. Micheila Meschiego, Tbilisi | Gruzja               | 1–2   | 1    |
| 68 | 11 kwietnia 2017     | Stadion im. Micheila Meschiego, Tbilisi | Kazachstan           | 0–1   | 0    |
| 69 | 10 czerwca 2017      | Mińsk                                   | Białoruś             | 1-1   | 0    |
| 70 | 4 sierpnia 2017      | Stadion Miejski w Szawlach, Szawle      | Litwa                | 0–0   | 0    |
| 71 | 19 października 2017 | Ostróda                                 | Polska               | 0–6   | 0    |
| 72 | 4 kwietnia 2018      | Stambuł                                 | Turcja               | 2–3   | 0    |
| 73 | 7 kwietnia 2018      | Stambuł                                 | Turcja               | 0–3   | 0    |
| 74 | 31 sierpnia 2018     | Tallinn                                 | Litwa                | 0–0   | 0    |
| 75 | 2 września 2018      | Tallinn                                 | Łotwa                | 0–2   | 0    |
| 76 | 4 października 2018  | Tartu                                   | Polska               | 0–3   | 0    |
| 77 | 7 października 2018  | Luksemburg                              | Luksemburg           | 4–0   | 0    |
| 78 | 8 listopada 2018     | Telkibánya                              | Węgry                | 0–4   | 0    |
| 79 | 14 czerwca 2019      | Ryga                                    | Łotwa                | 0–3   | 0    |
| 80 | 15 czerwca 2019      | Baldone                                 | Litwa                | 0–2   | 0    |
| 81 | 18 czerwca 2019      | Tallinn                                 | Białoruś             | 0–1   | 0    |
| 82 | 30 sierpnia 2019     | Tallinn                                 | Holandia             | 0–7   | 0    |
| 83 | 3 września 2019      | Moskwa                                  | Rosja                | 0–4   | 0    |
| 84 | 4 października 2019  | Stambuł                                 | Turcja               | 0–0   | 0    |
| 85 | 8 października 2019  | Tartu                                   | Kosowo               | 1-2   | 0    |
| 86 | 7 listopada 2019     | Mińsk                                   | Białoruś             | 0–2   | 0    |
| 87 | 10 listopada 2019    | Mińsk                                   | Białoruś             | 0–0   | 0    |
| 88 | 6 marca 2020         | Wrexham                                 | Walia                | 0–2   | 0    |
| 89 | 9 marca 2020         | Thorshavn                               | Wyspy Owcze          | 1–1   | 0    |
| 90 | 18 września 2020     | Prisztina                               | Kosowo               | 0–2   | 0    |
| 91 | 22 września 2020     | Jurmała                                 | Rosja                | 0–3   | 0    |
| 92 | 23 października 2020 | Groningen                               | Holandia             | 0–7   | 0    |
| 93 | 27 listopada 2020    | Tallinn                                 | Turcja               | 0–4   | 0    |
| 94 | 1 grudnia 2020       | Koper                                   | Słowenia             | 0–2   | 0    |
| 95 | 23 lutego 2021       | Tallinn                                 | Słowenia             | 0–9   | 0    |

Źródło:

## Statystyki kariery
Na podstawie:

### Klubowe
| Sezon | Klub               | Kraj      | Poziom rozgrywkowy | Występy | Gole |
| ----- | ------------------ | --------- | ------------------ | ------- | ---- |
| 2021  | Åland United       | Finlandia | I                  | 5       | 1    |
| 2020  | Åland United       | Finlandia | I                  | 18      | 3    |
| 2019  | Åland United       | Finlandia | I                  | 21      | 1    |
| 2018  | Åland United       | Finlandia | I                  | 23      | 9    |
| 2017  | Kuopio Pallokissat | Finlandia | I                  | 22      | 5    |
| 2016  | Kuopio Pallokissat | Finlandia | I                  | 23      | 10   |
| 2015  | Kuopio Pallokissat | Finlandia | I                  | 23      | 17   |
| 2014  | Kuopio Pallokissat | Finlandia | I                  | 22      | 13   |
| 2013  | Põlva FC Lootos    | Estonia   | I                  | 19      | 31   |
| 2012  | Põlva FC Lootos    | Estonia   | I                  | 25      | 40   |
| 2011  | Põlva FC Lootos    | Estonia   | I                  | 23      | 23   |
| 2010  | Põlva FC Lootos    | Estonia   | I                  | 22      | 20   |
| 2009  | Põlva FC Lootos    | Estonia   | I                  | 22      | 13   |
| 2008  | Põlva FC Lootos    | Estonia   | II                 | 29      | 80   |
| Razem | Razem              | Razem     | Razem              | 297     | 266  |

## Życie prywatne
Aarna uczęszczała do Ahja Kool. Studiowała na Uniwersytecie w Tartu.

## Nagrody i wyróżnienia
W 2010 roku Aarna otrzymała tytuł Piłkarki Sezonu Meistriliigi. W 2011 i 2015 roku została Piłkarką Roku w swoim kraju.